# مارغريت ستريكلاند
مارغريت ستريكلاند (بالإنجليزية: Margaret Strickland)‏ هي كاتِبة أمريكية، ولدت في 1880، وتوفيت في 1970.

## روابط خارجية
- مارغريت ستريكلاند على موقع IMDb (الإنجليزية)